# Anniņmuiža
Anniņmuiža (en allemand : Annenhof), anciennement Meijera ou Meinerta muiža (en allemand : Meiershof, Meinertshof, Meinhartshof) était un manoir dans le quartier Imanta du district de Kurzeme à Riga.

## Présentation
Situé à l'adresse Jūrmalas gatve 76, sur la rive gauche du fleuve Daugava, certains éléments du manoir ont survécu à ce jour, un bâtiment d'habitation entouré d’un parc.
Le bâtiment historique est actuellement utilisé pour abriter le musée pédagogique de l'université de Lettonie.
Le manoir est un monument architectural d'importance régionale.

## Histoire
Les premièrs écrits écrits sur Anniņmuiža datent de l'époque de la Livonie suédoise, dans la première moitié du XVIIe siècle.
Dans le matériel cartographique du tournant des XVIIe et XVIIIe siècles, le manoir apparaît sous le nom de Meinertshof, Meijershof, Meinershof.
Le nom actuel du manoir trouve son origine au XVIIIe siècle.
En 1768, Gotthard von Fegesack loua le manoir au conseiller privé Otto Hermann von Vietinghoff, qui acquit plus tard les manoirs Anniņmuiža et Zolitude (lv). 
Au XVIIIe siècle, Meinershof a également été transformé en une luxueuse maison de vacances, où le propriétaire du manoir organisait divers événements de loisirs, bals et représentations théâtrales, c'est pourquoi les habitants des environs de Pārdaugava appelaient le manoir le « manoir joyeux ». 
Lorsque O. H. von Fettinghoff épousa Anna Ulrike von Münnich, le manoir porta son nom. Jusqu'en 1817, le manoir faisait partie du manoir Zolitude, dont il fut séparé et vendu au propriétaire Georg Losberg, qui en fut propriétaire jusqu'en 1841. 
À partir de 1872, le propriétaire du manoir était Eduards Jensen.
En 1905, Anniņmuiža fut endommagée, mais plus tard elle fut restaurée.
Après la réforme agraire de Lettonie (lv) de 1920, la partie inaliénable d'Anniņmuiža fut exploitée par la famille Jensen qui sera rapatriée en Allemagne en 1939. Après l'occupation soviétique de la Lettonie en 1940, le bâtiment a été repris par l'administration des appartements et de l'immobilier de Riga.

## Galerie

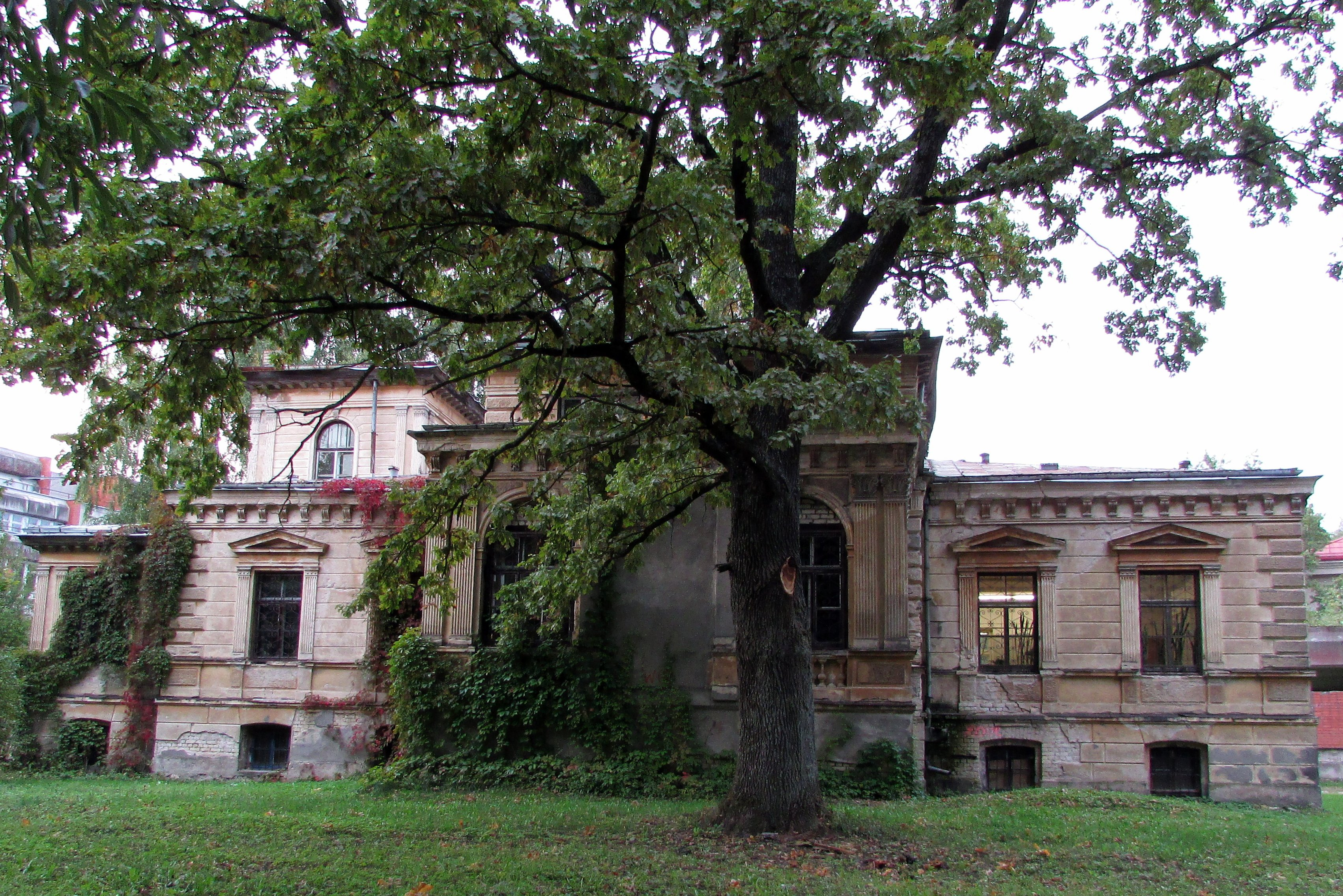
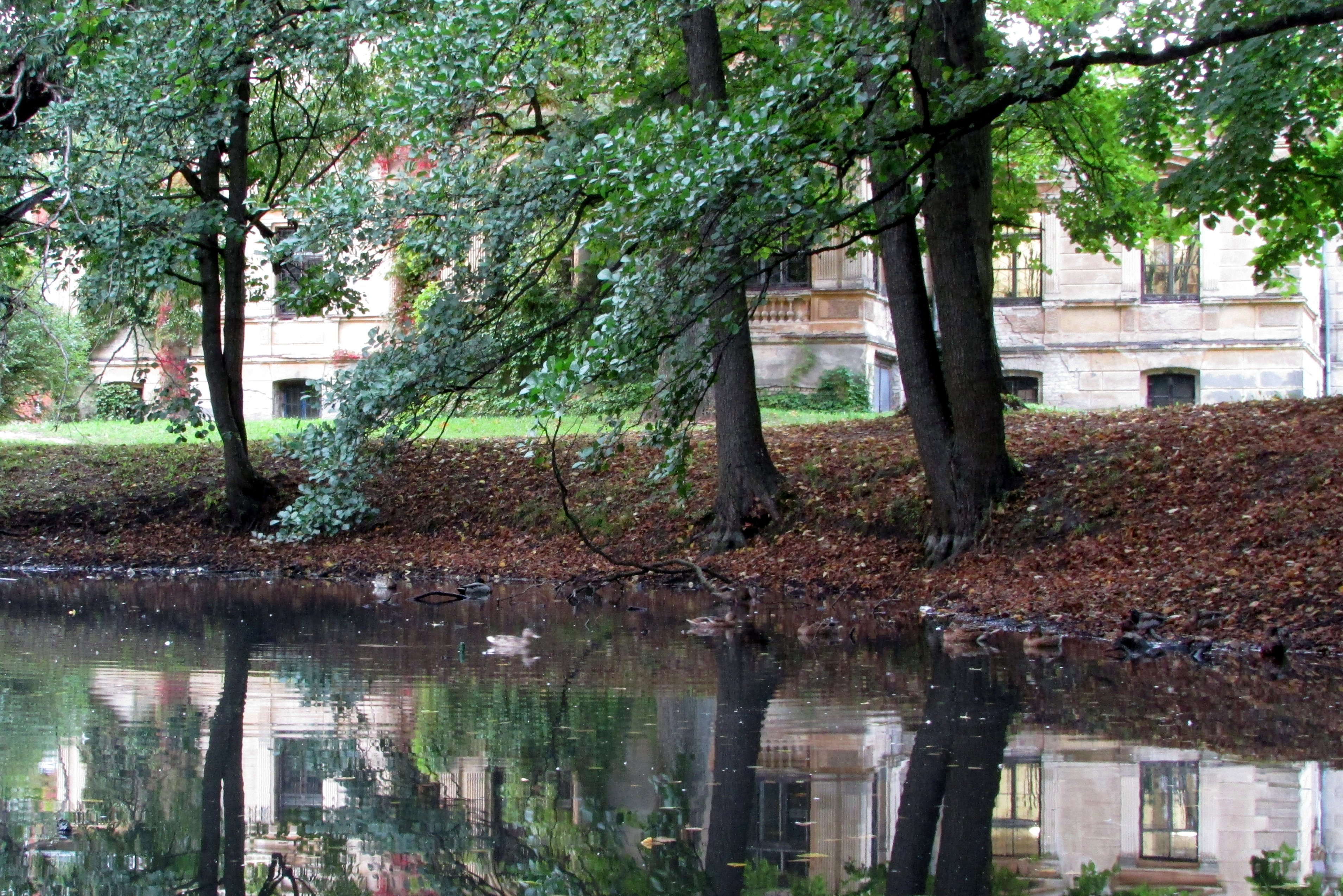
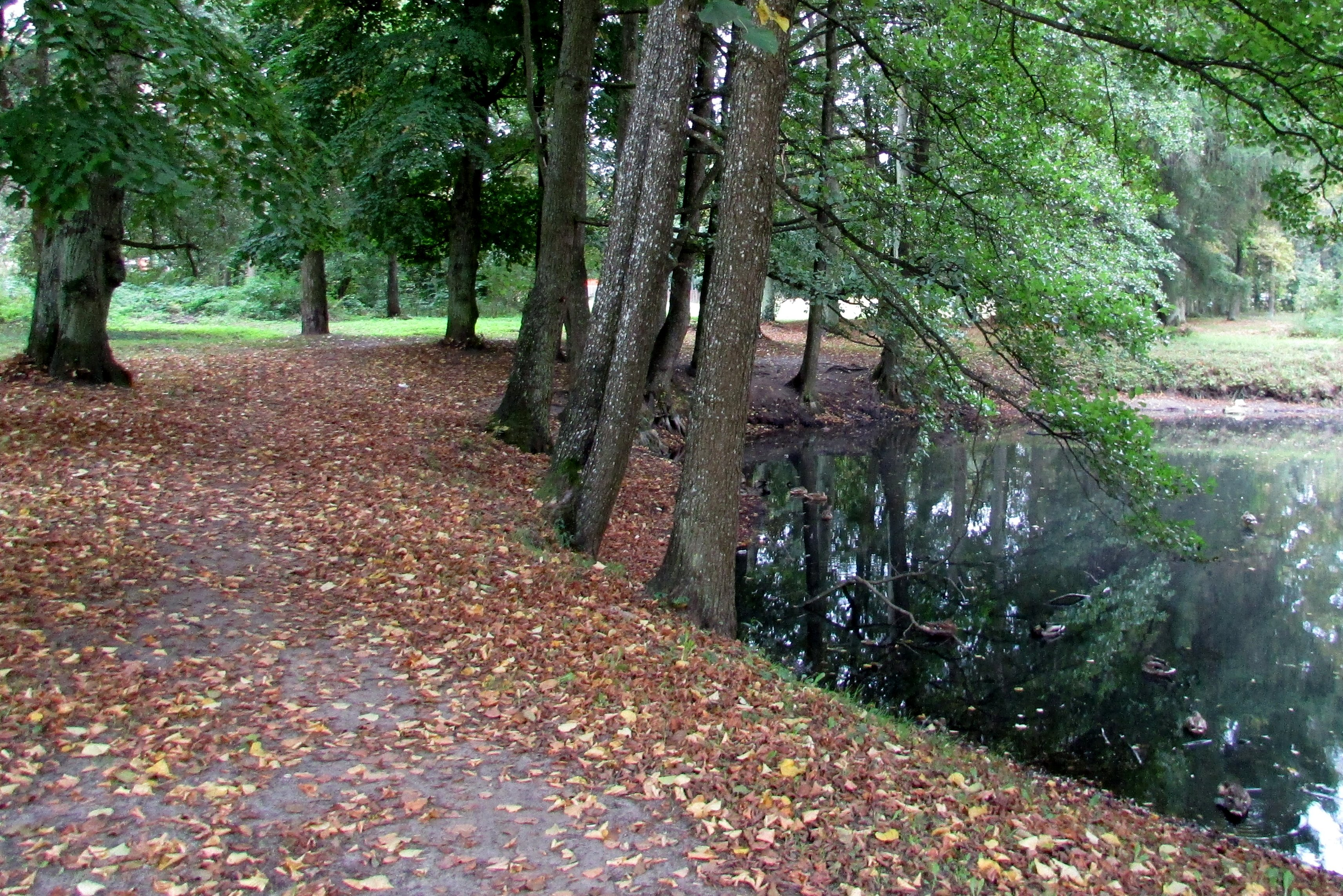
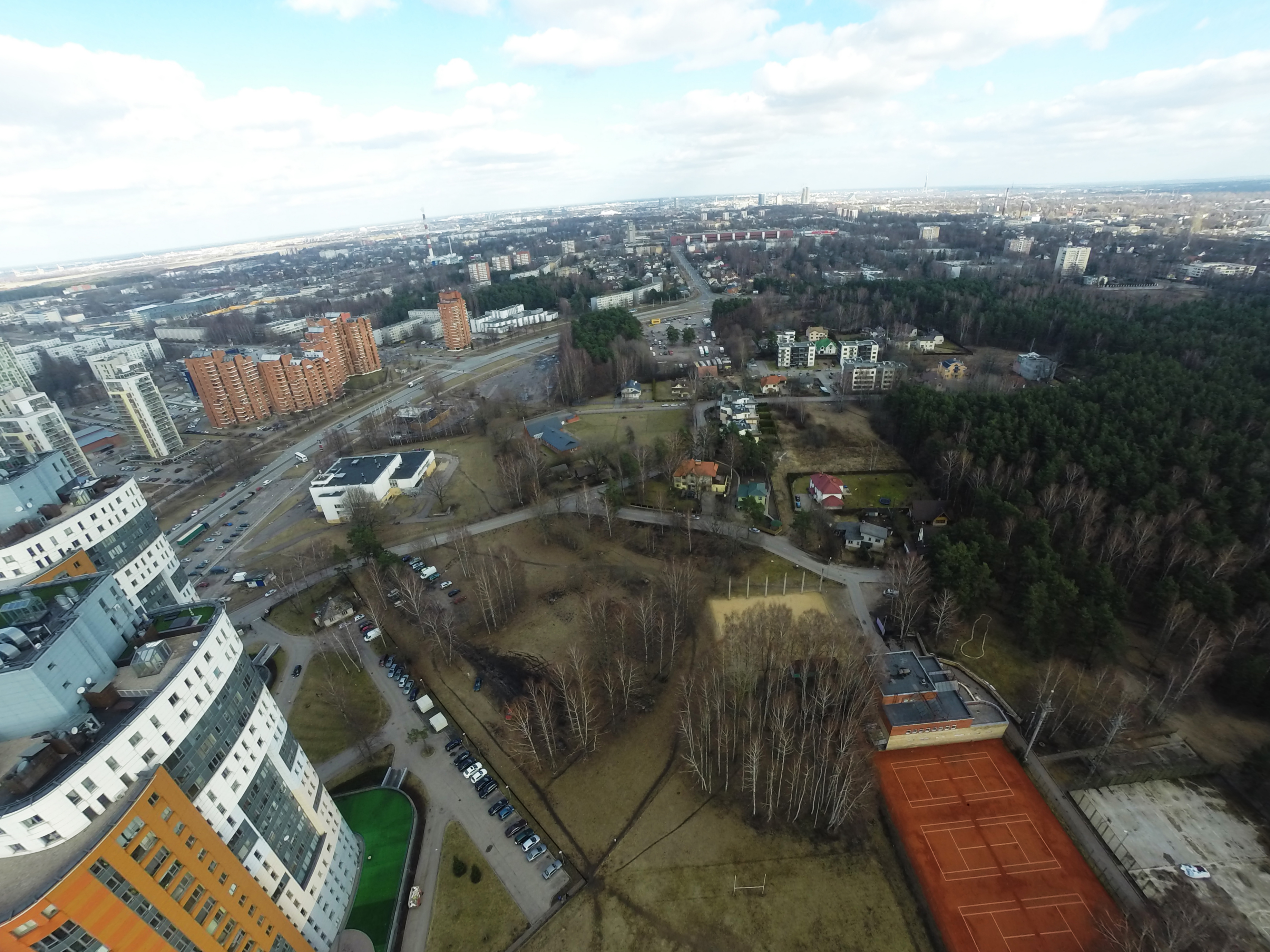